# نهر مونيو
مونيو (بالفنلندية: Muonionjoki) هو نهر في شمال فنلندا والسويد. وهو رافد من تورنيو. يشكل النهران معًا الحدود الوطنية بين فنلندا والسويد. يبلغ طول النهر 230 كيلومترًا.